# فرودگاه شهری واتسونویل
فرودگاه شهری واتسونویل  (به انگلیسی: Watsonville Municipal Airport)  یک فرودگاه همگانی  با کد یاتا WVI است که یک باند فرود آسفالت دارد و طول باند آن ۱۳۷۲ متر است. این فرودگاه در  کشور ایالات متحده آمریکا قرار دارد و در ارتفاع ۴۹٫۷ متری از سطح دریا واقع شده است.